# Beko
beko（ベコ）は、トルコの白物家電および家電ブランド。コチ財閥の子会社、アルチェリクの傘下にある。

## 概要
コチ財閥の設立者、ヴェフビ・コチによって1954年、イスタンブールに設立された。ブランド名の由来は、ヴェフビの姓、名の最初の2文字を組み合わせたものである。ただしヴェフビはトルコ語では「Vehbi」と書くため、厳密には異なる。2004年にはドイツの家電メーカーグルンディッヒを買収。2005年1月までに、同じく家電ブランドのベステルと合わせ、ヨーロッパで生産されたテレビの半分を占めるようになった。2009年の株主総会において、アルチェリクが子会社のグルンディグ・エレクトロニクと合併することになり、グルンディグの資産らすべてが全体として引き継がれることが決定した。2014年6月にロゴを変更し、今日まで使用されているロゴに改める。同年からエジプトでの販売を開始し、人気シェアを獲得した。
同じく商品が販売されているインドでは、タタ・グループの子会社ヴォルタスが提携し、販売を行っている。一方で事件も発生しており、2016年には同社の乾燥機の故障で1人が死亡しているのがわかっている。同社はこれを「悲劇的で孤立した事件」と説明したが、イギリスでも同型の乾燥機で20件ほど火災が起こっていたことも発覚した。
また、FCバルセロナ、ベシクタシュJKのスポンサーとしてもおなじみである。過去には2014年FIBAバスケットボール・ワールドカップ、ミルウォールFC、ASバレー・ルーベのスポンサーも務めている。

## 歴代ロゴマーク

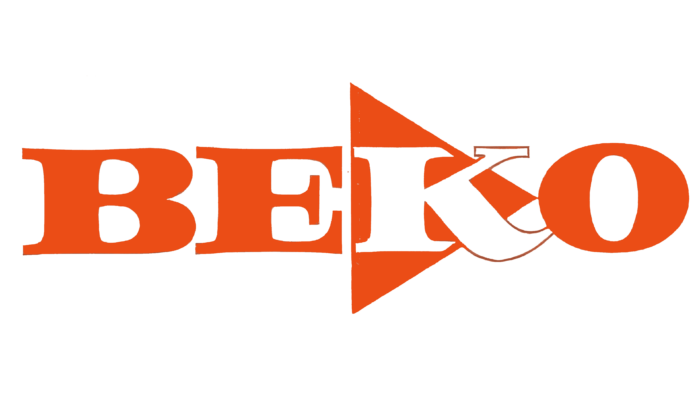
1955-1986
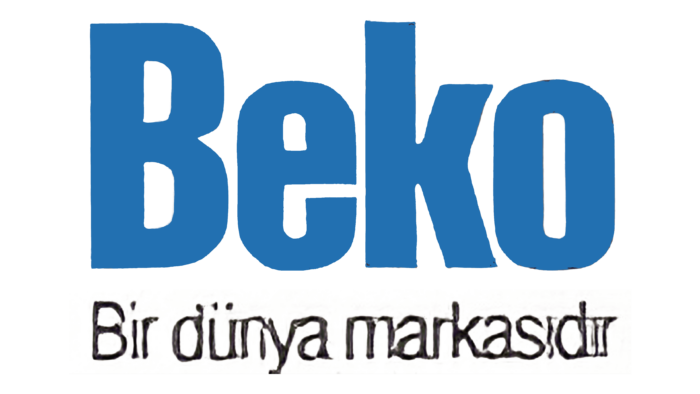
1986-1993
1993-2014